# کایال
کایال (به انگلیسی: Kayal) یک منطقهٔ مسکونی در پاکستان است که در خیبر پختونخوا واقع شده‌است.